# Loreena McKennitt
Loreena Isabel Irene McKennitt (Morden, 17 de fevereiro de 1957) é uma cantora, compositora, pianista e harpista canadense. O estilo de música é world music, celta eclético, com tendências do Médio Oriente. Loreena é bem conhecida pelo timbre de soprano. Até 2018, a artista tinha vendido mais de 15 milhões de discos pelo mundo.

## Biografia
Filha de Jack e Irene Mckennitt, Loreena é de ascendência irlandesa e escocesa. Assim como muitas crianças, ela demonstrou na infância um grande interesse por música. Foi então que Loreena iniciou-se na formação musical e estudou piano clássico por 10 anos e canto durante 5. Nos anos 70, já se apresentava em clubes de música e em espetáculos musicais.[carece de fontes?]

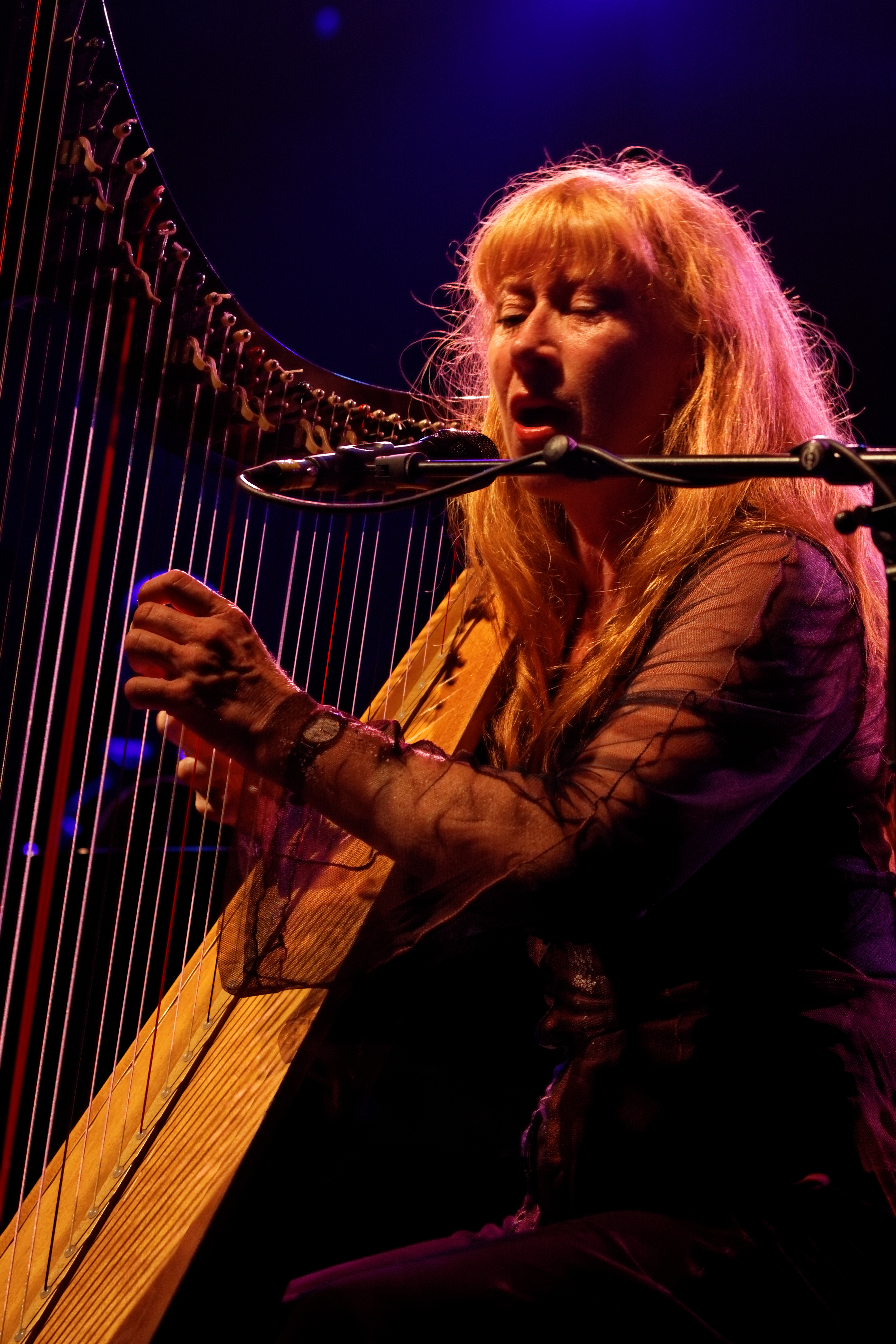
McKennitt durante o Festival de Cornouaille em 2012.

Em 1981, Loreena mudou-se para Stratford, Ontário, onde trabalhou como compositora, atriz e cantora no Festival Shakespeareano do Canadá local onde ela reside atualmente. O primeiro álbum Elemental, foi lançado em 1985, e atraiu a atenção mundial por ser um auto-trabalho. Seguiram-se To Drive the Cold Winter Away em 1987, Parallel Dreams em 1989, The Visit em 1991, The Mask and Mirror em 1994, The Winter Garden em 1995 e The Book of Secrets em 1997. Loreena juntou à cultura celta elementos da música oriental, introduzindo um toque erudito e utilizando instrumentos folclóricos, aliados aos sons eletrônicos obtidos através de sintetizadores. Somado a isto, vocais diáfanos que remetem a eras indefinidas. O resultado desta mistura é o sucesso da canadense.[carece de fontes?]
A música "The Mummers' Dance", foi um sucesso generalizado, que recebeu consideráveis prêmios e se destacou nas rádios estado-unidenses. No Brasil, com todos os románticos e tristes, tema da novela das sete, Corpo Dourado da Rede Globo. O primeiro álbum completo An Ancient Muse, trabalhado em estúdio por nove anos, foi lançado em novembro de 2006. Todos os trabalhos foram idealizados por custeio próprio e sob a marca da produtora Quinlan Road, produtora administrada pela própria cantora. A Quinland Road não é produtora musical tão renomada, já que tem apenas como instrumentista e artista a própria Loreena.[carece de fontes?]
Mesmo tendo criado este selo para distribuição de CDs e expansão das fronteiras, Loreena se associou à Warner que divulgou seu quarto álbum, The Visit, em 31 países. O sucesso foi tanto que Loreena recebeu disco de platina duplo no Canadá, vendeu mais de 800 mil cópias em outros países, sendo que 2 milhões foram só nos Estados Unidos. Em países como Austrália, Nova Zelândia, Itália e Espanha, Loreena ganhou disco de ouro. Mostrando assim que a gravadora de uma única artista é um sucesso que já vendeu mais de 4 milhões de álbuns em mais de 40 países. Em 1993, a música tornou-se mais conhecida, época esta em que Loreena excursionou pela Europa, acompanhando Mike Oldfield. Em 1995 a versão da música Bonny Portmore foi tema de destaque do filme Highlander 3, provocando assim um grande aumento nas vendas ocasionado pelos fãs do filme.[carece de fontes?]
A música também foi destaque nos filmes Soldier e Jadie, mas foi no filme The Mists of Avalon, que Loreena alcançou maior notoriedade quando algumas de suas músicas foram selecionadas como parte da trilha sonora da obra, na qual o tema principal era The Mystic's Dream, música da própria Loreena. Vale ressaltar que o filme recebeu uma indicação ao Oscar de melhor trilha sonora. A série televisiva Roar também teve como trilha as músicas de Loreena.[carece de fontes?]
Em 1998, três pessoas próximas a Loreena, entre elas seu noivo, morrem em um acidente de barco na "Georgian Bay", afetando-a profundamente, o que a fez fundar a "The Cook-Rees Memorial Fund For Water Search And Safety", e no mesmo ano lançou um álbum ao vivo de duas apresentações , uma Ao Vivo em Paris e a outra Ao Vivo em Toronto, intitulado Live in Paris and Toronto. E reverteu todos os lucros para a fundação. Após esse álbum, Loreena não quis publicar nenhum outro álbum até 2006, quando lançou An Ancient Muse. Em julho de 2004 o Governador Geral Adrienne Clarkson condecorou Loreena com a Ordem do Canadá, a mais prestigiada ordem para civis.

## Discografia

### Álbuns de estúdio
- 1985 - Elemental
- 1987 - To Drive the Cold Winter Away
- 1989 - Parallel Dreams
- 1991 - The Visit
- 1994 - The Mask and Mirror
- 1995 - A Winter Garden: Five Songs for the Season
- 1997 - The Book of Secrets
- 2006 - An Ancient Muse
- 2008 - A Midwinter Night`s Dream
- 2010 - The Wind That Shakes the Barley
- 2018 - Lost Souls

### Álbuns ao vivo
- 1995 - Live in San Francisco at the Palace of Fine Arts
- 1999 - Live in Paris and Toronto
- 2007 - Nights from the Alhambra
- 2010 - A Mediterranean Odyssey
- 2012 - Troubadours On The Rhine
- 2019 - Live At The Royal Albert Hall
- 2022 - Under a Winter's Moon
- 2024 - The Road Back Home

### Pequenas gravações
- 1995 - A Winter Garden: Five Songs for the Season
- 1995 - Live in San Francisco
- 1997 - Words and Music

### Singles
- 1991 - "The Lady of Shalott"
- 1991 - "All Souls Night"
- 1991 - "Courtyard Lullaby"
- 1993 - "Greensleeves"
- 1994 - "The Bonny Swans"
- 1994 - "Santiago"
- 1994 - "The Dark Night of the Soul"
- 1995 - "The Mystic's Dreams"
- 1995 - "God Rest Ye Merry, Gentlemen"
- 1997 - "The Mummers' Dance"  #18 Billboard Hot 100, #17 Billboard Modern Rock [3], tema de Corpo Dourado, a novela das sete da Rede Globo em 1998
- 1998 - "Marco Polo"
- 2006 - "Caravanserai"
- 2007 - "Penelope's Song"
- 2008 - "The Seven Rejoices of Mary"
- 2008 - "Noël Nouvelet!"
- 2009 - "Dante's Prayer" - (Brasil)
- 2011 - "As I Roved Out"
- 2011 - "The Star of the Country Down"

### Vídeos
- 1994 - The Bonny Swans
- 1997 - The Mummers' Dance
- 2007 - Nights from the Alhambra (concerto ao vivo)
- 2008 - A Moveable Musical Feast (documentário sobre sua turnê na América do Norte)